# Беттанкур, Лилиан
Лилиан Беттанкур (21 октября 1922, Париж — 21 сентября 2017, там же) — французская предпринимательница и меценат, в прошлом была известна также как светская львица. Была совладелицей основанной её отцом в 1909 году компании L'Oréal. При состоянии в 44,6 миллиарда долларов США (январь 2017) она являлась одной из самых богатых женщин мира.

## Биография
Беттанкур родилась в Париже, будучи единственным ребёнком Эжена Шюллера, основателя L’Oréal, одной из крупнейших косметических компаний. Её мать умерла в 1927 году, когда Лилиан было 5 лет, и она очень сблизилась с отцом, который уже никогда не женился. В возрасте 15 лет она стала работать в компании отца как ученик.
В 1950 году она вышла замуж за французского политика Андре Беттанкура, который в 1960-е работал министром, а в 70-е стал заместителем председателя L’Oréal. Беттанкур был членом La Cagoule, французской фашистской группы, которую в 1930-е годы отец Лилиан финансировал и поддерживал, сотрудничая с нацистами во время Второй мировой войны. После войны её мужу, как и другим членам La Cagoule, было предоставлено убежище в L’Oréal, где он смог избавиться от следов своего грязного прошлого. В конце концов, молодая семья Бетанкур поселилась в особняке, построенном в 1951 году. 10 июля 1953 года у них родилась единственная дочь Франсуаза.
В 1957 году Лилиан Беттанкур унаследовала L’Oréal после смерти отца, став главным акционером компании. В 1963 году компания стала публичной, хотя Беттанкур сохранила контрольный пакет акций. В 1974 году она обменяла почти половину своей доли на три процента акций «Nestlé».
По состоянию на 31 декабря 2009 года Беттанкур принадлежало 185 661 879 (31,0 %) находящихся в обращении акций компании L’Oreal (из них 76 440 541 (12,76 %) акция находилась в доверительном управлении дочери), а собственность на остальные определена следующим образом: 178 381 021 (29,78 %) акция «Nestlé», 216 384 762 (36,12 %) публичные акции, а остальные проходят как казначейские акции или в сберегательный план компании. Семья Беттанкур и Nestle действуют согласованно в соответствии с соглашением акционеров. Бетанкур является членом совета директоров L’Oréal, который она занимает с 1995 года. Дочь и муж дочери (Жан-Пьер Майерс) также являются членами совета директоров.

## Благотворительность
В 1987 году Лилиан Беттанкур вместе с мужем и дочерью основала Бетанкур Шюллер Фонд (la Fondation Bettencourt Schueller) для поддержки и развития медицинских, культурных и гуманитарных проектов. Фонд основан в Нейи-сюр-Сен, Франция.
Фонд, который имеет годовой бюджет в 160 млн £, выделяет около 55 % своих средств на научные исследования и образование, 33 % на гуманитарные и социальные проекты и 12 % на культуру и искусство. Фонд является спонсором премий для учёных различных сфер. Например, «Премия для науки о жизни» является ежегодной премией для ведущих европейских биомедицинских исследователей в возрасте до 45 лет. Победители получают 250 000 € для поддержки научных работ.
Недавно Фонд финансировал строительство нового крыла в музее Мармоттан-Моне.

## Публичность
Беттанкур в основном избегала внимания СМИ. Однако, с 2007 года, она столкнулась с пристальным вниманием средств массовой информации, освещавших её отношения с Франсуа-Мари Банье и её предполагаемое финансирование консервативных французских политиков, в том числе президента Франции Николя Саркози

## «Дело Беттанкур»
Считается, что Лилиан Беттанкур познакомилась с Франсуа-Мари Банье, французским писателем, художником и фотографом знаменитостей, в 1987 году, когда он фотографировал её для французского журнала Égoïste. В последующие годы Банье и Беттанкур стали друзьями, и она стала его главным благодетелем, сделав ему подарки на общую сумму € 1,3 миллиарда. Эти подарки включают, среди прочего, полис на страхование жизни на сумму € 253 млн в 2003 году и ещё один полис за € 262 млн в 2006 году, 11 произведений искусства (в 2001 году) стоимостью € 20 млн, включая картины Пикассо, Матисса, Мондриана, Делоне и Леже, фотографию сюрреалиста Ман Рэя и денежные средства.
В декабре 2007 года, всего через месяц после смерти своего отца, Франсуаза Бетанкур Майерс подала иск против Банье, обвинив его в abus de faiblesse (эксплуатации физической или психологической слабости для личной выгоды). В результате отдел по борьбе c финансовыми преступлениями французской национальной полиции организовал расследование и, после опроса сотрудников Беттанкур, решил представить дело в суд в сентябре 2009 года. В декабре 2009 года суд отложил решение по делу до апреля 2010 года (позже был продлен до июля 2010 года) до получения результатов медицинского освидетельствования психического состояния Беттанкур. Однако Беттанкур отказалась пройти проверку.
В июле 2010 года процесс был отложен до осени 2010 года, после опубликования магнитофонных записей, сделанных дворецким. Записи якобы показывают, что Бетанкур сделала Банье своим «единственным наследником» (за исключением акций L’Oréal, уже закрепленных за её дочерью и двумя внуками).

## Политический скандал
В июне 2010 г. в ходе «дела Беттанкур» Лилиан Беттанкур была вовлечена в политический скандал после того, как магнитофонные записи, сделанные её дворецким, стали достоянием общественности. На ленте был якобы записан разговор между Беттанкур и её финансовым консультантом, из которого следует, что Беттанкур, возможно, избежала уплаты налогов, сохраняя значительное количество наличных денег на необъявленных счетах в швейцарских банках. Лента также якобы содержит разговор между Беттанкур и Эриком Вертом, вымогавшим для своей жены работу, в то время как он работал министром и возглавлял громкие кампании по поимке крупных неплательщиков налогов. Кроме того, Беттанкур получила налоговую скидку в € 30 млн во время пребывания Верта в министерском кресле.
В июле 2010 года скандал получил новое развитие после интервью бывшего бухгалтера Беттанкур Клэр Трибу сайту Mediapart, которая призналась, что французские политики-консерваторы получали деньги в конвертах в особняке Беттанкур. Она утверждала, что Верт, действуя в качестве казначея «Союза за народное движение», получил конверт с € 150,000 наличными в марте 2007 к президентской кампании Николя Саркози. Ещё, по её словам, Саркози сам был частым гостем в доме Беттанкур, будучи мэром Нейи-сюр-Сен с 1983 по 2002, и также получал конверты с наличными. Несколько дней спустя Клэр пожаловалась на давление со стороны французской полиции, требовавшей отказаться от показаний против Саркози. Саркози и Верт отрицали обвинения. После этих обвинений французская полиция провела рейд в доме и офисе де Местра, главы компании, управлявшей состоянием Беттанкур. Политические пожертвования ограничены € 7500 для политических партий и € 4600 для физических лиц. Взносы свыше € 150 должны быть оплачены чеком, а личность спонсора должна быть точно известна.

## Рейтинг Forbes
Лилиан Беттанкур на протяжении многих лет являлась постоянным участником рейтинга самых богатых людей мира журнала Forbes. В 2011—2012 годах она занимала 15-ю строчку рейтинга Форбс, в 2013, обладая капиталом 30 млрд долларов, вошла в десятку, заняв 9-е место, но в следующем году, несмотря на рост капитала (34,5 млрд долл.), была оттеснена на 11-е место.
Личный капитал мадам Беттанкур в последние годы находился в довольно стабильном состоянии и колебался от 36 до 40 миллиардов долларов.
В списке Форбс 2015 Лилиан Беттанкур занимала 10-е место с капиталом 40,1 млрд долларов, в рейтинге 2016 года опустилась на 1 позицию и занимала 11-е место с капиталом 36,7 млрд долларов. По предварительной оценке на начало 2017 года, несмотря на прирост капитала, Беттанкур понизила свою позицию в рейтинге и в январе 2017 занимала 14-ю строчку списка (капитал 37,6 млрд долларов).
В 2005 году «Forbes» определил, что она была 39-й в списке самых влиятельных женщин мира.